# Hradiště (Rokycanyi járás)
Hradiště település Csehországban, Rokycanyi járásban. Hradiště Čilá, Zvíkovec, Podmokly, Slabce és Hřebečníky településekkel határos. Lakosainak száma 46 fő (2024. január 1.).

## Népesség
A település lakosságának változását az alábbi diagram mutatja:
| Lakosok száma | 179  | 148  | 167  | 103  | 39   | 29   | 30   | 36   | 35   | 46   |
|               | 1869 | 1890 | 1921 | 1950 | 1980 | 2001 | 2017 | 2019 | 2022 | 2024 |